# Aleksandr Pavlovets
Aleksandr Pavlovets (tiếng Belarus: Аляксандар Паўлавец; tiếng Nga: Александр Павловец; sinh 13 tháng 8 năm 1996) là một cầu thủ bóng đá Belarus hiện tại thi đấu cho Rostov.

## Danh hiệu
Torpedo-BelAZ Zhodino
- Vô địch Cúp bóng đá Belarus: 2015–16